# 維克托里萊克斯 (新澤西州)
維克托里萊克斯（英語：Victory Lakes）是位於美國新澤西州格洛斯特縣的普查規定居民點。

## 人口
根據2020年美國人口普查的數據，維克托里萊克斯的面積為6.59平方千米，當中陸地面積為6.28平方千米，而水域面積為0.31平方千米。當地共有人口1999人，而人口密度為每平方千米303.34人。